# Pachyglossa grolleana
Pachyglossa grolleana là một loài Rêu trong họ Geocalycaceae. Loài này được Váňa mô tả khoa học đầu tiên năm 2005.